# Acanthopagrus omanensis
Acanthopagrus omanensis és una espècie de peix pertanyent a la família dels espàrids.
Pot arribar a fer 14,5 cm de llargària màxima. Té 45-46 escates a la línia lateral i dents molariformes poc desenvolupades en totes dues mandíbules. Les aletes caudal i dorsal presenten una vora negra i ampla. És un peix marí, demersal i de clima tropical, només se l'ha identificat prop de Duqm a Oman a l'oceà Índic.
És inofensiu per als humans.